# William Duncan
William Duncan (de son vrai nom William Allan Duncan) est un acteur, réalisateur et scénariste américain d'origine écossaise, né le 16 décembre 1879 à Dundee (Écosse) et mort le 8 février 1961 à Hollywood (Californie).
Il débuta en 1909 dans un film de Marshall Stedman, Love and Law.
Il se retire des écrans en 1925 mais y revient en 1930, notamment pour la série des Hopalong Cassidy où il incarne le personnage de Buck Peters.
Il fut marié à l'actrice Edith Johnson de 1921 à sa mort en 1961.

## Filmographie partielle

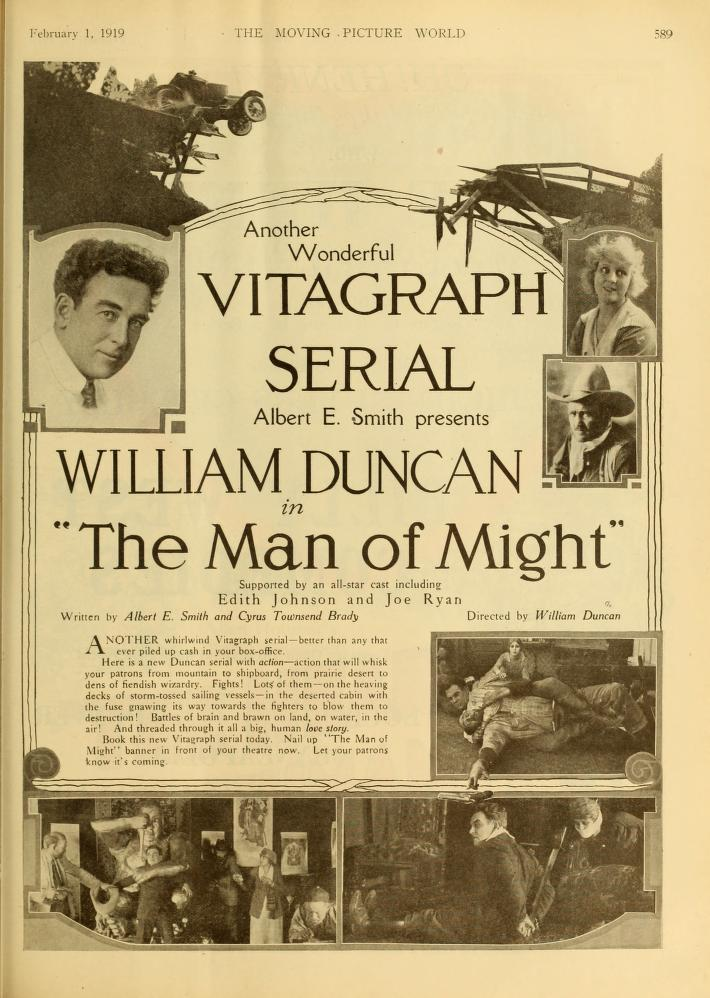
The Man of Might (1919)

### Comme acteur
- 1909 : Love and Law
- 1911 : The Bully of Bingo Gulch
- 1911 : The Telltate Knife
- 1911 : Western Hearts
- 1911 : Why the Sheriff is a Bachelor
- 1911 : A Romance of the Rio Grande
- 1911 : The Wheels of Justice
- 1911 : Told in Colorado
- 1911 : The Warrant
- 1911 : A Tennessee Love Story
- 1912 : Hypnotized
- 1912 : The Wayfarer
- 1912 : Monte Cristo
- 1912 : Driftwood de Otis Thayer
- 1912 : The Polo Substitute
- 1912 : The Scapegoat
- 1912 : A Cowboy's Best Girl
- 1912 : The Horseshoe
- 1912 : An Unexpected Fortune
- 1912 : A Citizen in the Making
- 1912 : A Modern Ananias
- 1912 : Two Men and a Girl
- 1912 : The Brotherhood of Man de Frank Beal
- 1912 : In Little Italy
- 1912 : His Chance to Make Good
- 1912 : The Double Cross
- 1912 : An Equine Hero
- 1912 : A Cowboy's Mother
- 1913 : The Stolen Moccasins
- 1913 : Made a Coward
- 1917 : The Tenderfoot
- 1917 : The Fighting Trail
- 1924 : Hello, 'Frisco de Slim Summerville
- 1936 : Le Cavalier mystère de Howard Bretherton

### Comme réalisateur
- 1911 : The Telltate Knife
- 1913 : The Stolen Moccasins
- 1913 : Made a Coward
- 1913 : The Schoolmarm's Shooting Match
- 1913 : The Sheriff and the Rustler
- 1913 : The Child of the Prairies
- 1913 : L'Évasion de Tom Mix (The Escape of Jim Dolan)
- 1913 : Cupid in the Cow Camp
- 1913 : The Rustler's Reformation
- 1913 : Culture on the Quarter
- 1913 : Physical  Circle V Bar
- 1913 : Buster's Little Game
- 1913 : Mother Love vs Gold
- 1914 : Good Resolutions
- 1914 : By Unseen Hand
- 1914 : A Friend in Need
- 1914 : The Little Sister
- 1914 : The Renegade's Vengeance
- 1914 : A Mix-Up on the Plains
- 1914 : A Romance of the Forest Reserve
- 1914 : Marrying Gretchen
- 1914 : Marian, the Holy Terror
- 1914 : The Servant Question Out West
- 1917 : The Fighting Trail
- 1917 : The Tenderfoot
- 1917 : Dead Shot Baker
- 1917 : Vengeance - and the Woman
- 1918 : A Fight for Millions (épisode No. 1 : The Snare)
- 1919 : Man of Might
- 1919 : Smashing Barriers
- 1920 : The Silent Avenger
- 1921 : Fighting Fate
- 1921 :Where Men Are Men (en)
- 1921 : Steelheart
- 1921 : No Defense
- 1922 : The Silent Vow
- 1922 : When Danger Smiles
- 1922 : The Fighting Guide
- 1923 : Playing It Wild
- 1923 : Les Écumeurs du Sud (Smashing Barriers)
- 1923 : The Steel Trail
- 1924 : The Fast Express
- 1924 : Wolves of the North (en)

### Comme scénariste
- 1912 : Hypnotized
- 1912 : The Brotherhood of Man
- 1913 : The Stolen Moccasins
- 1913 : Made a Coward